# ネイサン・ブラウン
ネイサン・ブラウン（Nathan Brown、1807年6月22日 - 1886年1月1日）は、アメリカ合衆国の宣教師、聖書翻訳者、言語学者、奴隷制度廃止運動家。ビルマ、アッサムに宣教師として派遣され、アッサム語新約聖書を完成。また、米国バプテスト宣教師同盟（ABMU）の宣教師として来日し、和訳新約聖書全巻を日本で最初に出版した。

## 生涯
ブラウン家はメイフラワー号の5年後、1625年にアメリカに移住した清教徒の末裔であった。ネイサン・ブラウンは1807年にニューハンプシャー州ニューイプスウィッチ（New Ipswich）に父ネイサンと母ベッチィ・ゴールドスミスの二男三女の長男として生まれた。一家はネイサン誕生の翌年1808年にバーモント州ホワティングハイム（Whitingham）の高原に入植した。一家でその地のバプテスト教会に属した。ブラウンは農閑期に隣の町に、ラテン語と代数を学びに通った。1822年に15歳で進学を目指し、マサチューセッツ州ハリファックスの会衆派の牧師の学僕になり。1824年9月に、ウィリアムズタウン（Williamstown）にあるウィリアムズ大学の二年に編入を許された。ブラウン在学中に宣教師の志を得て、1827年9月に首席で卒業した。
ブラウンは同級生のジェームス・バラードがバーモント州ベニントンに建てた中等神学校の副校長に招かれた。そして、バラードの妹のエリザ・ホイットニー・バラードと1830年5月6日に結婚した。
1830年暮にブランドンの宗教紙『バーモント・テレグラフ』の編集者に招かれて、教師から編集者に転身した。その時、ビルマのバプテスト宣教師アドニラム・ジャドソンから宣教師増派遣の要請文が届いた。ブラウンはそれがきっかけで、宣教師の召命を受けて応募者になり、米国バプテスト海外伝道総協議会（トライエニアル・コンヴェンション）に献身を申し入れて、受諾された。
1832年にボストンのニュートン神学校（現:アンドーヴァー・ニュートン神学校、Andover Newton Theological School）における半年の訓練を受けて、8月15日にバーモント州ルトランド教会で按手礼を受けて、エリザと共にビルマ宣教師に任命された。
1832年12月22日ボストン港を出て1833年5月4日にカルカッタに到着して、英国バプテスト宣教師ピアスの出迎えを受けた。1833年6月16日からビルマの東部モールメインでジャドソンたちと共に伝道を行い、賛美歌などをビルマ語に翻訳した。その後、インドのアッサムに派遣され、1836年3月にサディアに到着。1855年2月13日までアッサムで伝道し、アッサム語訳新約聖書を完成し出版した。
アメリカに帰国した後、アメリカ・バプテスト自由伝道協会の機関紙『アメリカン・バプテスト』の編集者となり、また奴隷解放運動に参画。その後、日本宣教師に任命され、1873年2月7日にジョナサン・ゴーブルと共に横浜に到着して、2月24日にキリシタン禁制の高札が撤廃された次の日曜日、1873年3月2日に日本で第二番目のプロテスタント教会である横浜第一バプテスト教会を設立した。
1873年9月のヘボン診療所礼拝堂で開かれた第一回在日宣教師会議において、共同訳聖書の「聖書翻訳委員社中」が結成された。1874年3月の活動開始の際に、サミュエル・ロビンス・ブラウンはネイサン・ブラウンを聖書翻訳委員社中に招いた。その後、1876年1月に翻訳委員社中から離れ、独自に新約聖書の翻訳を進め、1880年4月に日本で最初の全訳新約聖書『志無也久世無志與』を完成出版した。1886年に横浜で死去し、山手の横浜外国人墓地に葬られた。